# Pepco Group
Pepco Group è una catena polacca di abbigliamento con sede a Londra, in Regno Unito. Il gruppo gestisce tre linee di distribuzione, Poundland nel Regno Unito, Dealz in Irlanda, Polonia e Isola Di Man mentre Pepco in vari Paesi europei.

## Storia

### Inizi e affermazione sul mercato polacco (1999–2013)
L'azienda è stata fondata in Polonia alla fine del 1999 come filiale dell'azienda britannica Brown & Jackson. Nei primi anni, i negozi commerciavano sotto il nome di Stretcher.
A causa di cambiamenti di capitale all'interno della holding, la società Tradegro è stata rilevata nel 2004 dalla società Pepkor con sede in Sudafrica. Allo stesso tempo, il logo e il nome sono stati cambiati in Pepco. Sono iniziati gli investimenti relativi allo sviluppo della rete. Nel 2007 è stato aperto il centesimo negozio, seguito da altri negozi entro il 2012, tanto è che Pepco è stata rappresentata con 400 negozi in Polonia.

### Espansione in altri paesi europei e nuova identità aziendale (dal 2013)
L'anno successivo sono state aperte le prime filiali in Repubblica Ceca e Slovacchia, nel 2014 è stata aperta la 500esima filiale. Nel 2015 sono seguiti altri due paesi, Romania e Ungheria, in cui sono state aperte filiali. Un anno dopo, la catena contava già più di 1.000 filiali. Il 2017 ha visto l'espansione in Croazia, Slovenia e Lituania e all'inizio dell'anno successivo è seguita l'espansione in Estonia e Lettonia. A giugno 2018, il Gruppo Pepco con tutte le linee di vendita contava 1.390 negozi in nove paesi europei, a fine 2020 erano 3.021 negozi in 15 paesi di cui cinque in Italia. Nel 2021 aprì in Spagna e in Austria, nel 2022 in Germania, Grecia e Irlanda e nel 2023 in Portogallo, Bosnia ed Erzegovina ed Azerbaigian.
Il logo è stato ridisegnato e modernizzato nell'ottobre 2021, da allora è stato utilizzato all'esterno e sta gradualmente sostituendo il precedente logo.

## Presenza nel mondo

### Attuale
| Paese                | Numero di filiali al 6 settembre 2024 |
| -------------------- | ------------------------------------- |
| Polonia              | 1339                                  |
| Romania              | 460                                   |
| Rep. Ceca            | 302                                   |
| Ungheria             | 252                                   |
| Spagna               | 231                                   |
| Italia               | 198                                   |
| Bulgaria             | 165                                   |
| Slovacchia           | 151                                   |
| Serbia               | 135                                   |
| Croazia              | 126                                   |
| Lituania             | 87                                    |
| Germania             | 63                                    |
| Lettonia             | 60                                    |
| Slovenia             | 39                                    |
| Estonia              | 38                                    |
| Grecia               | 33                                    |
| Bosnia ed Erzegovina | 32                                    |
| Portogallo           | 15                                    |